# Olivnålnäbb
Olivnålnäbb (Chalcostigma olivaceum) är en fågel i familjen kolibrier.

## Utseende
Olivnålnäbben är en mörk kolibri med kort näbb och olivgrön fjäderdräkt. Hanen har ett färgglatt "skägg" som är mindre eller helt frånvarande på honan och ungfågeln.

## Utbredning och systematik
Olivnålnäbben förekommer i Anderna i Sydamerika, i Peru och västra Bolivia. Den delas in i två underarter med följande utbredning:
- Chalcostigma olivaceum olivaceum – förekommer lokalt i östra Anderna i sydöstra Peru och västra Bolivia
- Chalcostigma olivaceum pallens – förekommer lokalt i Anderna i centrala Peru

## Levnadssätt
Olivnålnäbben hittas i mycket höga bergstrakter, i öppna gräsmarker och områden med spridda buskar ovan trädgränsen. Mycket ovanligt för en kolibri landar den regelbundet på marken för att födosöka på mycket lågväxta blommor.

## Status
Arten har ett stort utbredningsområde och beståndet anses stabilt. Internationella naturvårdsunionen IUCN listar den därför som livskraftig (LC).